# Chondrodesmus alidens
Chondrodesmus alidens är en mångfotingart som beskrevs av Chamberlin 1922. Chondrodesmus alidens ingår i släktet Chondrodesmus och familjen Chelodesmidae. Inga underarter finns listade i Catalogue of Life.